# Paulo Victor de Menezes Melo
Paulo Victor de Menezes Melo (sinh 29 tháng 5 năm 1993), hay còn gọi Paulinho, là một cầu thủ bóng đá Brazil thi đấu ở vị trí tiền vệ cánh cho Levski Sofia.

## Thống kê sự nghiệp
Tính đến 28 tháng 1 năm 2018
| Câu lạc bộ          | Mùa giải            | Giải vô địch | Giải vô địch | State League | State League | Cúp     | Cúp       | Châu lục | Châu lục  | Khác    | Khác      | Tổng    | Tổng      |
| Câu lạc bộ          | Mùa giải            | Số trận      | Bàn thắng    | Số trận      | Bàn thắng    | Số trận | Bàn thắng | Số trận  | Bàn thắng | Số trận | Bàn thắng | Số trận | Bàn thắng |
| ------------------- | ------------------- | ------------ | ------------ | ------------ | ------------ | ------- | --------- | -------- | --------- | ------- | --------- | ------- | --------- |
| Corinthians         | 2013                | 5            | 0            | 1            | 0            | 0       | 0         | 0        | 0         | —       | —         | 6       | 0         |
| Corinthians         | 2014                | 1            | 0            | 2            | 0            | 0       | 0         | 0        | 0         | —       | —         | 3       | 0         |
| Corinthians         | Tổng cộng           | 6            | 0            | 3            | 0            | 0       | 0         | 0        | 0         | —       | —         | 9       | 0         |
| América-RN          | 2014                | 10           | 1            | —            | —            | 2       | 0         | —        | —         | —       | —         | 12      | 1         |
| Rio Claro           | 2015                | —            | —            | 14           | 1            | —       | —         | —        | —         | —       | —         | 14      | 1         |
| Portuguesa          | 2015                | 9            | 2            | —            | —            | —       | —         | —        | —         | —       | —         | 9       | 2         |
| Zorya Luhansk       | 2015-16             | 5            | 1            | —            | —            | 2       | 0         | 0        | 0         | —       | —         | 7       | 1         |
| Zorya Luhansk       | 2016-17             | 31           | 3            | —            | —            | 1       | 0         | 5        | 0         | —       | —         | 37      | 3         |
| Zorya Luhansk       | 2017-18             | 4            | 0            | —            | —            | 0       | 0         | 0        | 0         | —       | —         | 4       | 0         |
| Levski Sofia        | 2017-18             | 0            | 0            | —            | —            | 0       | 0         | 0        | 0         | 0       | 0         | 0       | 0         |
| Tổng cộng sự nghiệp | Tổng cộng sự nghiệp | 65           | 7            | 17           | 1            | 5       | 0         | 5        | 0         | 0       | 0         | 92      | 8         |

## Danh hiệu
Corinthians
- Campeonato Paulista: 2013
- Recopa Sudamericana: 2013

Zorya Luhansk
- Cúp bóng đá Ukraina: Á quân 2015-16